# Tadeusz Landecki
Tadeusz Landecki (ur. 7 sierpnia 1904, zm. 19 kwietnia 1948) – historyk, badacz dziejów XIX wieku, pedagog, tłumacz, członek Polskiego Towarzystwa Historycznego w Łodzi, od 1945 członek zarządu Łódzkiego Oddziału PTH. W 1929 doktorat pod kierunkiem Marcelego Handelsmana. W okresie międzywojennym był nauczycielem historii w Społecznym Polskim Gimnazjum Męskim w Łodzi.

## Wybrane publikacje
- Miasta Polski. Przewodnik dla nauczycieli szkół powszechnych (Stefan Górzyński, Tadeusz Landecki; Piotrków, 1926)
- Podręcznik historii dla VIII klasy szkoły podstawowej (pod red.: N. Gąsiorowska, T. Landecki, W. Łukaszewicz, H. Wereszycki, J. Willaume; Warszawa, 1947)
- Rewolucja francuska, A. Mathiez (tł. W. Dzwonkowski, W. Łukaszewicz, T. Landecki; Warszawa: „Książka i Wiedza”, 1956)